# Тырышкин, Виктор Иванович
Ви́ктор Ива́нович Тыры́шкин (род. 4 октября 1953, Белая, Кировская область) — российский предприниматель и меценат, президент ООО «Корпорация ВИТ», занимающейся жилищным строительством.

## Биография
Родился 4 октября 1953 года в селе Белая Фаленского района Кировской области. В 1978 году окончил Военный инженерный институт имени А. Ф. Можайского, отделение «Летательные аппараты, энергетические установки и технологическое оборудование к ним», специальность «военный инженер-механик». С 1973 по июнь 1994 года проходил военную службу в кадрах Вооружённых Сил. В отставку вышел в звании полковника.
С 1994 по январь 1998 года работал заместителем директора по строительству НИИ информатики и систем управления МГТУ имени Н. Э. Баумана. С февраля 1998 по январь 2002 года — заместитель генерального директора по строительству ЗАО «ВИТ-Ф»/«VIT-F», с февраля по сентябрь 2002 года — заместитель директора по строительству ООО «ВИТСТРОЙ», с сентября 2002 года — президент ООО «Корпорация ВИТ». Корпорация занимается жилищным строительством в Московской области.
Имеет более 50 научных трудов и публикаций, 22 зарегистрированных авторских изобретения.
Активно занимается благотворительной помощью Русской православной церкви — строительством и реконструкцией храмов.

## Благотворительность
Строительство и реставрация
- Пушкинский район Московской области, посёлок Любимовка: восстановление церкви в бывшем имении К. С. Станиславского (1996—1999), строительство церкви в честь Святой Блаженной Матроны Московской (1999—2002) и воскресной школы на 65 детей (строится).
- Реконструкция комплекса зданий районной больницы имени В. Н. Розанова в городе Пушкино в Московской области, 40 % финансирования (2002—2003).
- Свято-Никольский женский монастырь в Переславле-Залесском: реставрация Благовещенской церкви, в том числе роспись иконостаса; строительство звонницы и установка колокола весом 18,5 тонн, строительство церкви Иоанна Предтечи, Никольского собора, школы-интерната для трудновоспитуемых подростков и беспризорных детей на 133 человека; реставрация старого Келейного корпуса и постройка нового Келейного игуменского корпуса; возведение Монастырской стены.
- Реставрация Спасо-Преображенского собора в Переславле-Залесском.
- Выкуп у бывших владельцев и передача в собственность Ярославской и Ростовской епархии храма царевича Петра Ордынского в Ростове.
- Реставрация Спасо-Преображенского собора в Рыбинске.
- Строительство Успенского кафедрального собора в Ярославле.
- Ведётся восстановительное строительство храмового ансамбля Костромского кремля с Богоявленским собором и колокольней, в планах — Успенский собор.

Также оказывается помощь в восстановлении Выксунского женского Иверского монастыря в Нижегородской области, монастыря Китаевская пустынь в Киеве, в реконструкции и новом строительстве церквей на Северном Кавказе, в Ивановской области и в Белоруссии.
Издательская деятельность
Выпущено собрание сочинений К. С. Станиславского, книги «Станиславский репетирует» И. Виноградской, «Первый театр Станиславского» Н. Шестаковой, альбомы монастырей и храмов Московской епархии, книги по картографии и космической тематике.

## Награды
Государственные, региональные и муниципальные
- Орден «За заслуги перед Отечеством» III степени (2017)[1]
- Орден «За заслуги перед Отечеством» IV степени (2010)[2]
- Орден Почёта (2006)
- Медаль «В память 850-летия Москвы» (1997)
- Юбилейная медаль «70 лет Вооружённых Сил СССР» (1988)
- Медаль «За безупречную службу» I (1994), II (1989) и III (1984) степени
- Благодарственное письмо и именные часы от Президента Российской Федерации (2004)
- «Почётный знак Ярослава Мудрого» Ярославской области (2003)
- Знак Губернатора Московской области «За полезное» (2004)
- Почётный знак Святого Луки «За развитие искусств» Ярославской области (2008)
- Знак Губернатора Московской области «За полезное» (2008)
- Знак мэра города Переславль-Залесского «За заслуги перед городом Переславль-Залесский» (2002)
- Знак отличия «За заслуги перед городом Рыбинском» (2010)

Русской православной церкви
- Орден Славы и Чести I степени (2010)[3]
- Орден святого равноапостольного великого князя Владимира II (2003) и III (2002) степени
- Орден святого благоверного князя Даниила Московского III степени (1999)
- Орден преподобного Серафима Саровского III степени (2014)[4]
- Орден преподобного Сергия Радонежского II (2007) и III (1999) степени.

Почётные звания
- «Заслуженный строитель Российской Федерации» (2002)
- «Почётный гражданин города Переславля-Залесского» (2002)
- «Почётный гражданин Пушкинского муниципального района» (2006)
- «Почётный гражданин города Ярославля» (2009)
- «Почётный гражданин города Костромы» (июль 2021)